# Elezioni presidenziali in Colombia del 2010
Le elezioni presidenziali in Colombia del 2010 si tennero il 30 maggio (primo turno) e il 20 giugno (secondo turno).
Esse hanno visto la vittoria di Juan Manuel Santos, sostenuto dal Partito Sociale di Unità Nazionale, che ha sconfitto Antanas Mockus, sostenuto dal Partito Verde. Santos è quindi divenuto Presidente della Colombia.

## Risultati
| Juan Manuel Santos       | Partito Sociale di Unità Nazionale | 6 802 043  | 46,68 | 9 028 943  | 69,13 |  |  |  |
| Antanas Mockus           | Partito Verde                      | 3 134 222  | 21,51 | 3 587 975  | 27,47 |  |  |  |
| Germán Vargas Lleras     | Cambiamento Radicale               | 1 473 627  | 10,11 |            |       |  |  |  |
| Gustavo Petro            | Polo Democratico Alternativo       | 1 331 267  | 9,14  |            |       |  |  |  |
| Noemí Sanín              | Partito Conservatore Colombiano    | 893 819    | 6,13  |            |       |  |  |  |
| Rafael Pardo             | Partito Liberale Colombiano        | 638 302    | 4,38  |            |       |  |  |  |
| Róbinson Alexander Devia | La Voce della Coscienza            | 31 338     | 0,22  |            |       |  |  |  |
| Jairo Calderón           | Apertura Liberale                  | 29 151     | 0,20  |            |       |  |  |  |
| Jaime Araújo Rentería    | Alleanza Sociale Afro-Colombiana   | 14 847     | 0,10  |            |       |  |  |  |
| Voti in bianco           | Voti in bianco                     | 223 977    | 1,54  | 444 274    | 3,40  |  |  |  |
| Totale                   | Totale                             | 14 572 593 | 100   | 13 061 192 | 100   |  |  |  |
|                          |                                    |            |       |            |       |  |  |  |
| Voti non validi          | Voti non validi                    | 208 427    | 1,41  | 235 732    | 1,77  |  |  |  |
| Votanti                  | Votanti                            | 14 781 020 | 49,30 | 13 296 924 | 44,35 |  |  |  |
| Elettori                 | Elettori                           | 29 983 279 |       | 29 983 279 |       |  |  |  |